# Penicillium expansum

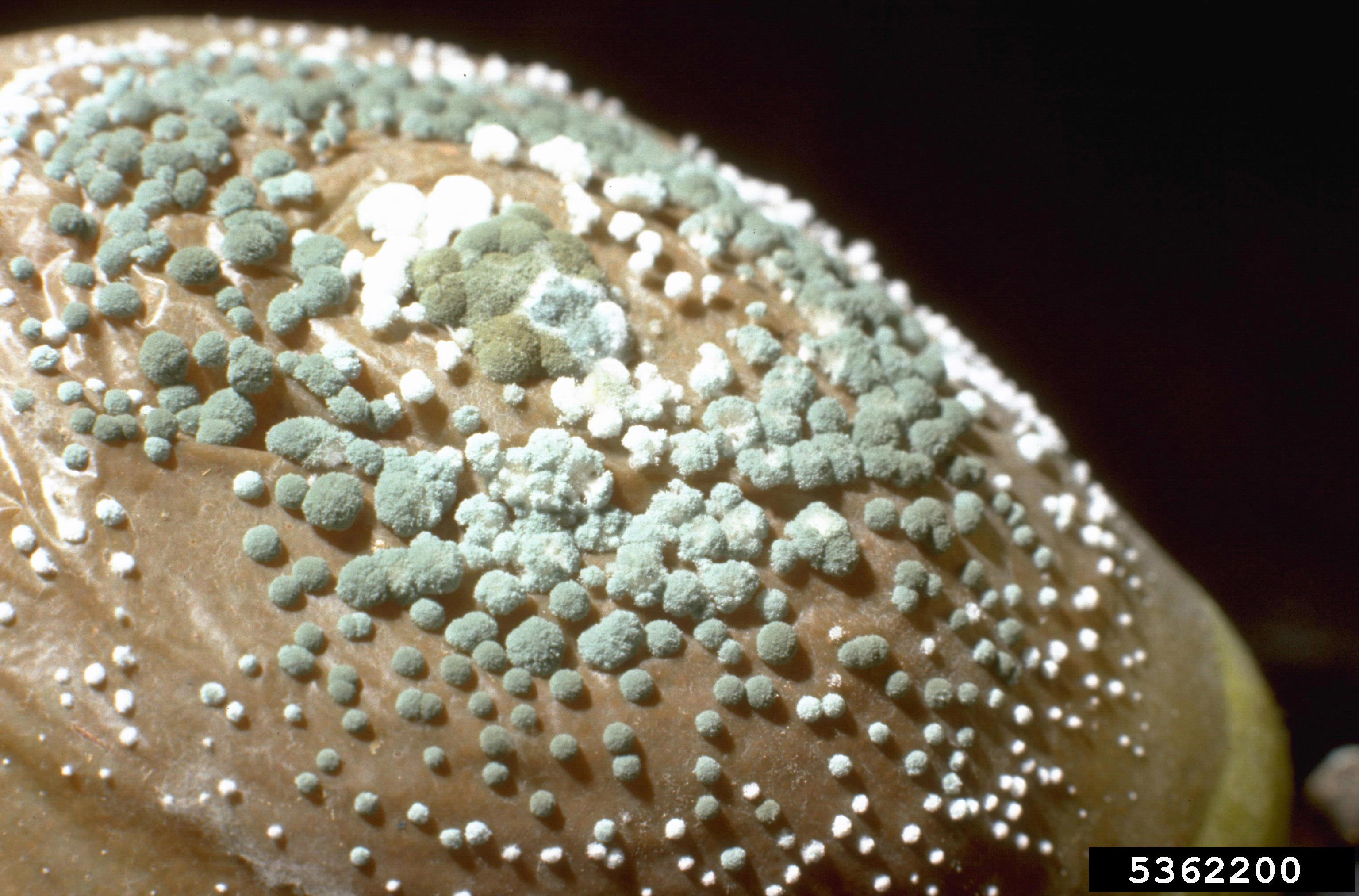
Zarodnikująca grzybnia Penicillium expansum na gruszce

Penicillium expansum Link – gatunek grzybów z rodziny Aspergillaceae.

## Systematyka i nazewnictwo
Pozycja w klasyfikacji według Index Fungorum: Penicillium, Aspergillaceae, Eurotiales, Eurotiomycetidae, Eurotiomycetes, Pezizomycotina, Ascomycota, Fungi.
Synonimy:

- Penicillium crustaceum Link 1809
- Penicillium crustaceum Link 1809 var. crustaceum
- Penicillium expansum Link 1809 var. expansum
- Penicillium glaucum Stoll 1904
- Penicillium glaucum var. coremium Sacc. 1886
- Penicillium glaucum var. expansum Pers. 1822
- Penicillium glaucum var. fasciculatum Pers. 1822
- Penicillium glaucum var. foetidum Sopp 1912
- Penicillium glaucum Link, Mag. Gesell 1805 var. glaucum
- Penicillium glaucum var. inodorum Sopp 1912
- Penicillium glaucum var. minor Malchevsk 1939
- Penicillium glaucum var. pallidum Sopp 1912[2].

Po raz pierwszy wyizolowany został na jabłku.

## Morfologia
Na agarze (podłoże Czapeka) kolonia rozwija się szybko, po 8–10 dniach osiągając średnicę 4–5 cm w temperaturze pokojowej. Na powierzchni tworzą się promieniste zmarszczki o wysokości 0,5–2 mm. Konidiofory tworzą się bardzo obficie i regularnie na całej powierzchni kolonii. W niektórych szczepach konidiofory wyrastają pojedynczo, w innych tworzą wiązki. Powierzchnia kolonii mączysta lub granulowana, jej obrzeże ma szerokość 1–2 mm. Początkowo jest biaława, potem, gdy powstają zarodniki staje się siwozielona. Tworzą się na niej kropelki bezbarwnego wysięku. Kolonia ma silny, stęchły zapach charakterystyczny dla gnijących owoców.
Konidiofory mają w niektórych szczepach długość 150–400 μm i szerokość przeważnie 3–3,5 μm, w innych długość 600–700 μm. Ściany konidioforów gładkie lub drobno szorstkie, wewnątrz często występują ziarnistości. W górnej części człony konidioforów rozgałęziają się, tworząc pojedyncze lub podwójne, asymetryczne okółki metuli. Na jednym konidioforze powstaje zwykle 3–6 metuli, każda z nich ma długość 10–15 μm i szerokość 2,2–3 μm. Na końcach metuli znajdują się smukłe komórki konidiotwórcze o długości 75–100 μm. Zarodniki konidialne powstają bardzo obficie, tworząc splątane łańcuchy o długości 150–200 μm. Konidia eliptyczne, w niektórych szczepach niemal kuliste. Mają średnicę 3–3,5 μm, gładką powierzchnię i żółto-zieloną barwę.

## Występowanie i znaczenie
Gatunek kosmopolityczny, występujący na całym świecie. Saprotrof pospolicie występujący w glebie i na różnego rodzaju organicznym podłożu, w tym na zbożach i produktach mącznych. Na owocach wywołuje chorobę o nazwie sina pleśń. Najczęściej występuje na jabłkach, powodując mokrą zgniliznę jabłek, ale także na winogronach, owocach wiśni, oliwki, ananasa, czasami także na owocach cytrusowych, awokado, gruszkach, truskawkach, pomidorach, kukurydzy i ryżu.
Wytwarza silnie trującą mykotoksynę o nazwie patulina. W stężeniach niebezpiecznych dla zdrowia występuje ona przede wszystkim w jabłkach porażonych siną pleśnią.